# Blue Water
A Blue Water egy vasúti járat az Amerikai Egyesült Államokban. Az Amtrak üzemelteti 2004 óta. A legutolsó pénzügyi évben összesen 181 832 (2019) utas utazott a járaton, naponta átlagosan 498 (2019) utasa volt. Chicago (Illinois állam) és Port Huron (Michigan állam) között közlekedik, az 513 kilométert 11 megállással ? alatt teszi meg.

## Története
Lansing környéke, Michigan állam fővárosa és a Michigan Állami Egyetem otthona, kimaradt az Amtrak eredeti rendszeréből. 1973-tól kezdve az Amtrak és az állam tárgyalt a Grand Trunk Western Railway-n keresztül történő szolgáltatás visszaállításáról az államon belül, bár az új útvonal az Amtrak többi michigani vonatához csatlakozott volna a Penn Centralon a michigani Battle Creek-től nyugatra, elkerülve a Grand Trunk hagyományos chicagói útvonalát. Port Huronban és East Lansingban új állomásokat építettek, és az állam 1 millió amerikai dollárt költött a pálya helyreállítására (ez 2022-ben 5,93 millió dollárnak felel meg az inflációval kiigazítva). A szolgáltatás 1974. szeptember 13-án indult Chicago és Port Huron között, azzal a szándékkal, hogy végül a Port Huron-Toronto szakaszt is helyreállítsák.:204–204
Az Amtrak 1975. október 26-án átnevezte a vonatot Blue Water Limitedre, és 1976. május 20-án újra felszerelte francia gyártmányú Turboliner szerelvényekkel. Az új Turbolinerek képesek voltak 125 mph (201 km/h) sebességre, de soha nem érték el azt, és 292 utas befogadóképességű, fix, öt kocsiból álló szerelvényekkel közlekedtek. A Turbolinereket 1981. október 25-én kivonták a forgalomból, helyükre hagyományos mozdonyok léptek, amelyek Amfleet kocsikat vontattak.:204; 208
A régóta tárgyalt torontói meghosszabbítás végül 1982. október 31-én történt meg. A meghosszabbított szolgáltatás az International Limited nevet kapta, amely egy régi Canadian National/Grand Trunk Chicago-Port Huron-Montreal vonat (1900-1907, 1919-1971) neve volt. Az Amtrak és a Via Rail, a független kanadai koronavállalat vasúttársasága közösen üzemeltette az International Limitedet (később csak International) 2004. április 25-ig, amikor a határokon átnyúló szolgáltatást megszüntették. A szeptember 11. utáni tömeges határ menti késések miatt csökkent az utasszám; az Amtrak és Michigan megegyezett, hogy Port Huronnál megszüntetik a szolgáltatást, és visszahozzák a régi Blue Water-t.:207 A kanadai oldalon a szolgáltatás Sarnia-nál ér véget a Via Rail Corridor útvonalának részeként.
A kedvezőbb belföldi menetrenddel és kevesebb késéssel a Blue Water utasforgalma azonnali javulást mutatott, a 2004-es pénzügyi évben 94 378 utast szállított (a 2003-as pénzügyi évben 80 890 utashoz képest). 2011-es pénzügyi évben a Blue Water utasforgalma 187 065 fő volt, ami 18 százalékos növekedést jelent. A Blue Water utasainak száma a 2011-es pénzügyi évben 187 065 fő volt, ami 18 százalékos növekedést jelent a 2010-es pénzügyi évben mért 157 709 főhöz képest, és a vonat által valaha mért legmagasabb számot jelenti. 2011-es pénzügyi évben a vonat teljes bevétele 5,8 millió dollár volt, ami 22,3 százalékos növekedést jelent a 2010-es pénzügyi évben mért 4,7 millió dollárhoz képest.
A Detroit-Chicago folyosót a Szövetségi Vasúti Hivatal nagysebességű vasúti folyosóvá nyilvánította. A Blue Water útvonalán az Indiana állambeli Porterből a Michigan állambeli Kalamazoo-ba vezető 97 mérföldes (156 km) szakasz az Amtrak tulajdonában lévő leghosszabb pályaszakasz az északkeleti folyosón kívül. 2002 januárjában az Amtrak ezen a szakaszon sebességnövelést kezdett. Végül a sebesség 110 mph-ra (180 km/h) emelkedett.